# هنري جونز (ضابط)
هنري جونز (بالإنجليزية: Henry Mitchell Jones)‏ (و. 1831 – 1916 م) هو دبلوماسي، وضابط، من جمهورية أيرلندا، ويحمل رتبة عسكرية نقيب،وُلد جونز في دبلن، والتحق بالجيش برتبة ملازم في عام 1849 وتم تبديله إلى الفوج السابع للمشاة (الذي أصبح فيما بعد الفوسيليرز الملكية). في عام 1854 أثناء حرب القرم تم تعيينه كملازم في معركة ألما في 20 سبتمبر 1854، وبينما كان يحمل علم الملكة أصيب بجروح بالغة بطلق ناري في فكه السفلي، وظل يحمل الرصاصة في فكه لمدة ثلاثين عاماً حتى اشتكى من ألم في أسنانه، فذهب إلى طبيب وأزال الرصاصة العالقة في عظم فكه.
```
توفي في 
إيستبورن
، عن عمر يناهز 85 عاماً.
```

## الخدمة العسكرية
خدم في الجيش البريطاني.

## جوائز
حصل على جوائز منها:
- صليب فيكتوريا.